# Ygor Nogueira de Paula
Ygor Nogueira de Paula, genannt Nogueira (* 27. März 1995 in Itaperuna), ist ein brasilianischer Fußballspieler. Der Rechtsfuß spielt vorwiegend in der Innenverteidigung.

## Karriere
Nogueira begann seine Laufbahn beim Fluminense FC in Rio de Janeiro. 2015 ging er auf Leihbasis zum KAA Gent nach Belgien. Dort bestritt er sein erstes Spiel als Profi am 24. September 2014 gegen den UR Namurde im belgischen Fußballpokal. Dieses war sein einziger Einsatz für den Klub. Zur Saison 2015 kehrte er wieder zu seinem Stammverein zurück. Hier lief er wieder zunächst für die U-20-Mannschaft des Klubs auf. Am 28. November 2015, dem vorletzten Spieltag der Série A 2015, erhielt er aber auch hier seinen ersten Einsatz im Profikader. Im Spiel gegen den SC Internacional in der Série A spielte er von Beginn an.
Für die Saison 2018 wurde Nogueira an den Figueirense FC ausgeliehen. Sein erstes Spiel für den Klub bestritt er am 19. Januar 2018 in der Staatsmeisterschaft von Santa Catarina gegen den Criciúma EC. Beim Gewinn der Staatsmeisterschaft von Santa Catarina mit Figueira trat er in elf Spielen und erzielte dabei zwei Treffer. Das erste Tor am 28. Januar 2018 im Auswärtsspiel gegen den Avaí FC. In der 85. Minute traf er zum 2:3-Führungstreffer (Entstand-3:0). Bei Figueira gelang Nogueira sein erstes Tor in einem Ligawettbewerb. Im Heimspiel gegen den Sampaio Corrêa FC am 13. Juni 2018, dem 11. Spieltag der Série B 2018, erzielte er in der 6. Minute das einzige Tor der Partie.
Zur Saison 2019 kehrte Nogueira nicht zu Fluminense zurück. Im Mai des Jahres wurde an Clube de Regatas Brasil ausgeliehen. Mit diesem sollte er in der Série B antreten, saß hier aber nur fünfmal auf der Reservebank. Anfang Juli verließ Nogueira den Klub wieder. Er wechselte nach Portugal. Dort unterzeichnete er beim Gil Vicente FC. Das erste Pflichtspiel für Vicente bestritt er in der Primeira Liga. Am 14. September 2019, dem fünften Spieltag der Saison 2019/20, fand das Auswärtsspiel bei Benfica Lissabon statt. In dem Spiel stand er in der Startelf und verursachte in der 45. Minute ein Eigentor zum 1:0 für Benfica (Endstand-2:0).
Im Juli 2021 wechselte Nogueira zu Mazatlán FC. Der Kontrakt erhielt eine Laufzeit über drei Jahre. Im August 2022 verlieh in der Klub in seine Heimat an den EC Juventude. In der europäischen Wintertransferperiode 2022/23 wechselte Nogueira nach Portugal. Hier erhielt er einen Kontrakt beim CD Santa Clara. Bereits nach Ende der Saison wechselte der Spieler erneut, er blieb in der Primeira Liga beim GD Chaves. Hier trat bis zum Ende der Primeira Liga 2023/24 an.
Im Anschluss wechselte Nogueira zum Sabah FK nach Aserbaidschan. Der Kontrakt erhielt eine Laufzeit über zwei Jahre. In der Premyer Liqası bestritt er am 22. September 2024 sein erstes Spiel. An diesem neunten Spieltag der Premyer Liqası 2024/25 beim Səbail FK wurde er in der 87. Minute für Chakla Mrioued ausgewechselt.

## Erfolge
Fluminense
- Campeonato Brasileiro de Futebol Sub-20: 2015
- Primeira Liga do Brasil: 2016

Figueirense
- Staatsmeisterschaft von Santa Catarina: 2018